# Kruger 60
Kruger 60 è un sistema stellare composto da due stelle, A e B, invisibile a occhio nudo, situato approssimativamente a 13,05 anni luce dalla Terra alle coordinate 22h 27m 59,5s di Ascensione Retta e +57° 41' 45” di Declinazione.   
Venne scoperto e riconosciuto come sistema stellare doppio nel 1890 dall'americano Sherburne Wesley Burnham. Le due stelle orbitano in circa in 44,6 anni e distano mediamente 9,5 UA tra loro, pari a circa 1,42 miliardi di chilometri. A causa dell'eccentricità delle orbite la distanza varia da un minimo di 5,6 UA (0,838 miliardi di km) ad un massimo di 13 UA (1,945 miliardi di km). I semiassi maggiori delle due orbite sono pari a 3,9 (0,583 miliardi di km) e 5,6 UA.

## Kruger 60 A
Kruger 60 A è una nana rossa, invisibile a occhio nudo, variabile a brillamento. Il suo tipo spettrale è M3-V. Ha una velocità radiale di -27 km/s (o, secondo alcune fonti, -33 km/s), un moto proprio di 0,99 arcosecondi/anno, magnitudine apparente 9,85, magnitudine assoluta 11,9, diametro 800.000 km, massa pari a 0,26 masse solari, e una luminosità pari a 1/100 di quella del Sole.

## Kruger 60 B
Kruger 60 B si trova leggermente più lontano della sua compagna, a circa 13,06 anni luce. È conosciuta anche come LHS 3815 e DO Cephei. È una nana rossa, variabile a flare, la cui luminosità aumenta fino a 3 volte. La Parallasse e il moto proprio sono ovviamente uguali a quelli di Kruger 60 A (rispettivamente 0,24952 secondi d'arco e 0,99 secondi d'arco all'anno) mentre  il suo tipo spettrale è M4-V, la velocità radiale è di -32 km/s, la magnitudine apparente è di 11,3, e la magnitudine assoluta è di 13,3. Possiede solo 1/294 della luminosità solare, una massa pari a 0,18 masse solari e un diametro di 500.000 km. Questo ne fa una delle stelle più piccole e leggere che si conoscano.